# Sigmomorphinoides
Sigmomorphinoides es un género de foraminífero bentónico considerado un sinónimo posterior de Sigmomorphina de la subfamilia Polymorphininae, de la familia Polymorphinidae, de la superfamilia Polymorphinoidea, del suborden Lagenina y del orden Lagenida. Su especie-tipo era Sigmomorphina (Sigmomorphinoides) parisiensis. Su rango cronoestratigráfico abarcaba desde el Plioceno hasta la Actualidad.

## Discusión
Sigmomorphinoides fue propuesto como un subgénero de Sigmomorphina, es decir, Sigmomorphina (Sigmomorphinoides). Clasificaciones previas incluían Sigmomorphinoides en la superfamilia Nodosarioidea.

## Clasificación
Sigmomorphinoides incluía a la siguiente especie:
- Sigmomorphinoides parisaensis